# 29975 Racheledelstein
29975 Racheledelstein è un asteroide della fascia principale. Scoperto nel 1999, presenta un'orbita caratterizzata da un semiasse maggiore pari a 2,649099 UA e da un'eccentricità di 0,142477, inclinata di 7,760799° rispetto all'eclittica.